# Wüstenväter

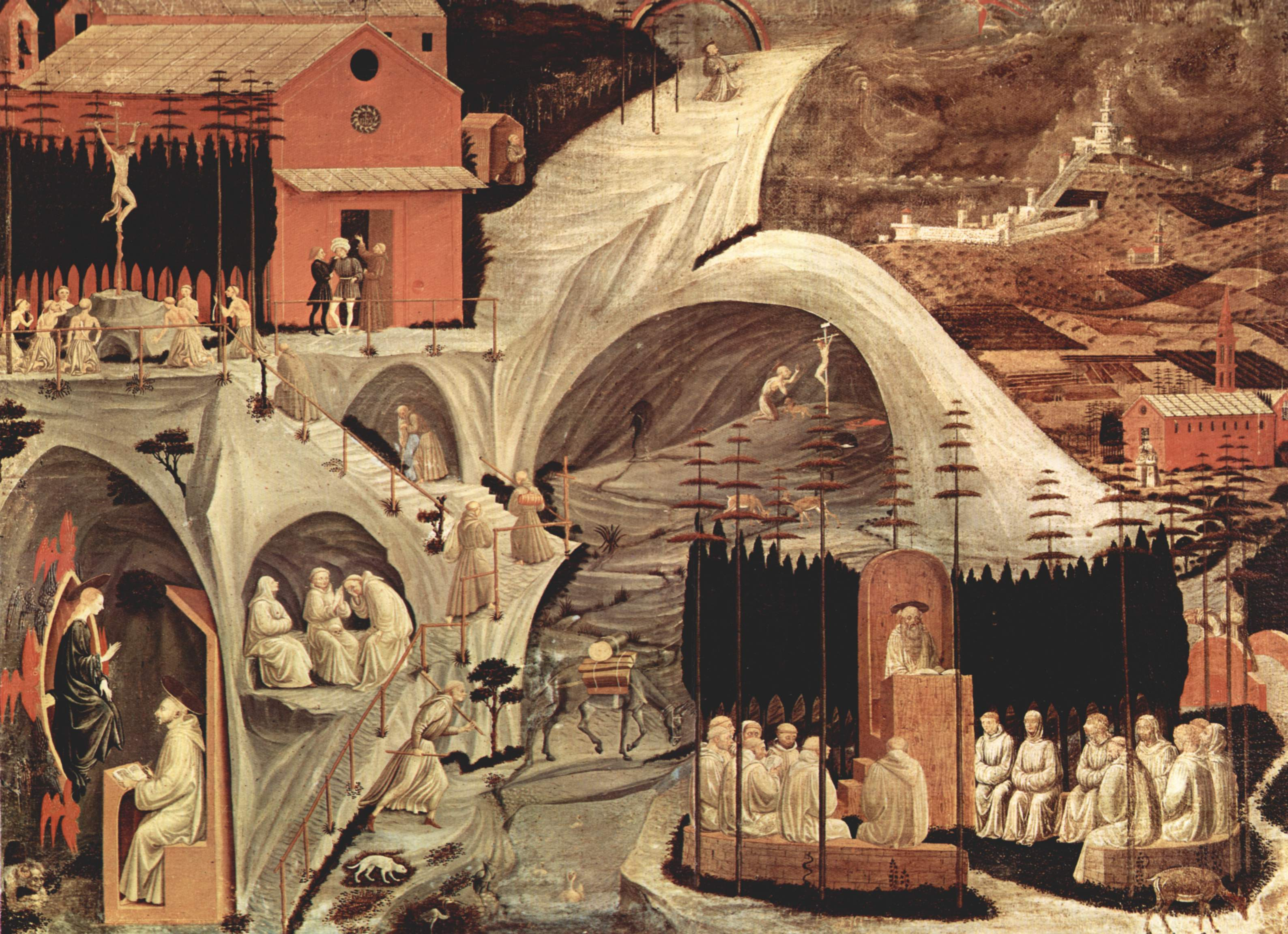
Paolo Uccello, Episoden aus dem eremitischen Leben (1460)

Wüstenväter ist eine später aufgekommene Bezeichnung für frühchristliche Mönche, die seit dem späten 3. Jahrhundert – entweder einzeln als Eremit oder in Gruppen als Koinobiten – ein zurückgezogenes, durch Askese, Gebet und Arbeit bestimmtes Leben in den Wüsten Ägyptens und Syriens führten.

## Ursprünge
Der Rückzug in die Wüste begann Ende des 3. Jahrhunderts nach Chr. in Ägypten mit Landbewohnern, die als Anachoreten während der Christenverfolgung unter Diokletian die Dörfer Ägyptens verließen und sich in der Wüste, vor allem in der Sketischen Wüste, der Nitria und der Kellia, aber auch in der Thebaïs und in den Wüsten Palästinas und Syriens niederließen. Der erste dieser Anachoreten war wahrscheinlich Antonius der Große (vielleicht 251–356).

## Schriftliche Überlieferungen
In der einsamen Askese verfolgten die Wüstenväter (abba) den Weg des ora et labora, des Betens und Arbeitens, sowie der hesychia, des inneren Friedens. Jene Wüstenväter, die den Anforderungen der Wüste gewachsen waren, hatten als Zeugen eines radikalen christlichen Lebens zahlreiche Schüler. Ihre Aussprüche oder Apophthegmata Patrum vermittelten den Schülern die christliche Askese. Neben der von Athanasios, dem Bischof von Alexandria, um 360 verfassten Lebensbeschreibung des Antonius, der eher legendarisch zu bewertenden Vita des Paulus Eremita von Hieronymus und der Historia Lausiaca von Palladios bleiben die verschiedenen mit dem Gattungsbegriff Apophthegmata Patrum bezeichneten Apophthegmen-Sammlungen die wichtigsten Quellen zum Studium der geistigen Kraft und Spiritualität jener Asketen. Mit Blick auf die Anfechtungen des Lebens und des Glaubens war der Wahlspruch: „Fliehe den Bischof und die Frau“ das Lebensmotto dieser Mönche.

## Kunstgeschichte
In der italienischen Malerei wird das Leben der Wüstenväter in der thebäischen Wüste in den sogenannten Thebaiden des 14. und 15. Jahrhunderts dargestellt, z. B. in einem Fresco auf dem Camposanto in Pisa, vielleicht von Buonamico Buffalmacco (um 1260–1340) oder von Francesco Traini (1321–1365), und in der Galleria dell’Accademia in Florenz von Paolo Uccello (1397–1475).

## Weitere Wüstenväter
- Ammon
- Arsenius der Große
- Hilarion von Gaza
- Kyriakos
- Makarios der Ägypter
- Makarios von Alexandrien († um 394)
- Moses der Äthiopier
- Onophrios der Große
- Paulus von Theben (legendär)
- Poimen

#### Apophthegmata
- Bonifaz Miller: Weisung der Väter. Apophthegmata Patrum, auch Gerontikon oder Alphabeticum genannt. Trier 1986, ISBN 3-7902-1406-X.
- Jean-Claude Guy: Les Apophtegmes des Pères. Collection systématique. Chapitres I-IX (= Sources Chrétiennes 387). Paris 1993.
- Lucien Regnault: Les sentences des pères du désert. Fünf Bände, Solesmes, Sablé-sur-Sarthe 1966–1985.

#### Antonius
- Athanase d’Alexandrie: Vie d’Antoine. Hrsg. vom G.J.M. Bartelink (= Sources Chrétiennes 400). Paris 1994.
- Des heiligen Athanasius Leben des Heiligen Antonius. Hrsg. von H. Mertel, Bibliothek der Kirchenväter Bd. 31, München 1917.[1]
- Athanasius: Vita Antonii. Hrsg. von A. Gottfried, Graz 1987.
- Antonios der Grosse. Stern der Wüste. Hrsg. von H. Hanakam, Freiburg i. B. 1989.
- Saint Antoine. Lettres. Hrsg. von A. Louf (= Spiritualité Orientale 19). Bégrolles-en-Mauges 1976.

#### Weitere Väter
- Johannes Cassian: Unterredungen mit den Vätern – Collationes Patrum. Teil 1: Collationes I–X. Übersetzt und erläutert von Gabriele Ziegler; Vier-Türme-Verlag, Münsterschwarzach 2011, ISBN 978-3-89680-705-2.
- Johannes Cassian: Unterredungen mit den Vätern – Collationes Patrum. Teil 2: Collationes XI–XVII. Übersetzt und erläutert von Gabriele Ziegler; Vier-Türme-Verlag, Münsterschwarzach 2014, ISBN 978-3-89680-709-0.
- Johannes Cassian: Unterredungen mit den Vätern – Collationes Patrum. Teil 3: Collationes XVIII–XXIV. Übersetzt und erläutert von Gabriele Ziegler; Vier-Türme-Verlag, Münsterschwarzach 2015, ISBN 978-3-89680-712-0.
- Palladius: Historia Lausiaca. Die frühen Heiligen in der Wüste. Hrsg. und übers. von J. Laager, Zürich 1987.
- Mönche im frühchristlichen Ägypten. (Historia Monachorum in Aegypto). Aus dem Griechischen übersetzt, eingeleitet und erklärt von S. Frank, Düsseldorf 1967.
- Evagrios Pontikos. Briefe aus der Wüste. Hrsg. v. G. Bunge (= Sophia 24). Trier 1986.
- Johannes Cassian: Gott suchen. Sich selbst erkennen. Einweisung in das christliche Leben. Hrsg. v. G. und Th. Sartory, Freiburg 1993.
- Lettres des Pères du Désert. Hrsg. v. B. Outtier, A. Louf, M. van Parys, Cl.-A. Zirnheld (= Spiritualité Orientale 42). Bégrolles en Mauges 1985.

### Sekundärliteratur
- Emma Brunner-Traut: Die Kopten. Leben und Lehre der frühen Christen in Ägypten. Diederichs, Köln 1982, ISBN 3-424-00699-8.
- Derwas J. Chitty: The desert a city. An Introduction to the Study of Egyptian and Palestinian Monasticism under the Christian Empire. London 3. A. 199 (zuerst Blackwell, Oxford 1966).
- Franz Dodel: Das Sitzen der Wüstenväter. Eine Untersuchung anhand der Apophthegmata Patrum. (Diss. Bern 1995), Paradosis 42, Universitätsverlag, Freiburg-Schweiz 1997.
- Karl Suso Frank: Lehrbuch der Geschichte der Alten Kirche. Schöningh, Paderborn u. a. 2. A. 1997, bes. S. 365–384.
- Albert Gerhards und Heinzgerd Brakmann (Hrsg.): Die koptische Kirche. Einführung in das ägyptische Christentum. Kohlhammer, Stuttgart 1993.
- Peter H. Görg: Die Wüstenväter – Antonius und die Anfänge des Mönchtums. St. Ulrich Verlag, Augsburg 2008, ISBN 3-86744-043-3.
- Antoine Guillaumont: Aux origines du monachisme chrétien. Pour une phénoménologie du monachisme (= Spiritualité Orientale 30). Bégrolles en Mauges 1979.
- David M. Gwynn: Religious Diversity in Late Antiquity. A Bibliographic Essay, in: Ders. / Susanne Bangert / Luke Lavan (Hrsg.): Religious Diversity in Late Antiquity. Brill, Leiden 2010, ISBN 90-04-18000-1, S. 15–134.
- William Harmless: Desert Christians. An Introduction to the Literature of Early Monasticism. University Press, Oxford 2004.
- Karl Heussi: Der Ursprung des Mönchtums. Mohr, Tübingen 1936 [Nachdruck 1981].
- Heinrich Holze: Erfahrung und Theologie im frühen Mönchtum. Untersuchungen zu einer Theologie des monastischen Lebens bei den ägyptischen Mönchsvätern, Johannes Cassian und Benedikt von Nursia (= Forschungen zur Kirchen- und Dogmengeschichte 48). Göttingen 1992.
- Fairy von Lilienfeld: Spiritualität des frühen Mönchtums. Erlangen 1988 (= Oikonomia 18).
- Fairy von Lilienfeld: Mönchtum, II. Christliches, in: Theologische Realenzyklopädie Bd. 23, S. 159–196, bes. 152–166.
- Ludovicus Theodorus Antonius Lorié: Spiritual Terminology in the Latin Translations of the Vita Antonii, with reference to fourth and fifth century monastic literature. Dekker & Van de Vegt, New York 1955.
- P. Miguel: Lexique du desert. Etude de quelques mot-clés du vocabulaire monastique grec ancien. Bégrolles-en Mauges, Abbaye de Bellefontaine 1986.
- Uta Ranke-Heinemann: Das frühe Mönchtum, Essen 1964.
- Lucien Regnault: Les pères du désert à travers leurs apophthegmes, Solesmes 1987.
- Siegfried G. Richter: Das koptische Ägypten. Schätze im Schatten der Pharaonen (mit Fotos von Jo Bischof). Wissenschaftliche Buchgesellschaft, Darmstadt 2019, ISBN 978-3-8053-5211-6.
- A. de Vogüé: Le „De generibus monachorum“ du Maître et du Benoit, Sa source – son auteur, in: Regulae Benedicti studia 2 (1973), S. 1–26.

#### Populäre Literatur und Gebrauchsliteratur
- Michael Cornelius: Die Weisheit der Wüstenmönche. Von der Kunst, das Leben zu meistern. Wilhelm Heyne Verlag, München 2005, ISBN 3-453-12028-0.
- Franz Dodel: Weisung aus der Stille. Sitzen und Schweigen mit den Wüstenvätern, Zürich / Düsseldorf 1999
- Anselm Grün: Der Umgang mit dem Bösen. Der Dämonenkampf im alten Mönchtum (= Münsterschwarzacher Kleinschriften 6), Münsterschwarzach 1980
- Anselm Grün: Der Weg durch die Wüste. Wilhelm Heyne Verlag, München-Zürich 2005, ISBN 3-453-12028-0.
- Anselm Grün: Die Weisheit der Wüstenmönche. 7. Auflage, Vier-Türme-Verlag, Münsterschwarzach 2002, ISBN 3-87868-439-8.
- Anselm Grün: Geistliche Begleitung bei den Wüstenvätern. 7. Auflage, Vier-Türme-Verlag, Münsterschwarzach 2002, ISBN 3-87868-439-8.
- Daniel Hell: Die Sprache der Seele verstehen. Die Wüstenväter als Therapeuten, Freiburg im Breisgau ⁶2005.
- Nils Horn: Yoga, Sex und Rock´n´Roll. Verlag Lulu, Hamburg 2008, ISBN 978-1-84799-517-9.
- Jacques Lacarriere: Les Hommes ivres de Dieu, Paris 1983.
- Pia Luislampe: Beten mit den Wüstenväter (= Weisungen der Väter, Bd. 25). Beuroner Kunstverlag, Beuron 2016, ISBN 978-3-87071-332-4.
- Gregory Mayers: Weisheit aus der Wüste. Vier-Türme-Verlag, Münsterschwarzach 1998, ISBN 3-87868-131-3.
- Thomas Merton: Die Weisheit der Wüste. Fischer Taschenbuch Verlag, Frankfurt am Main 1999, ISBN 3-596-14255-5.
- Lucien Regnault: La vie quotidienne des pères du désert, [Paris] 1990.
- Gertrude und Thomas Sartory: Lebenshilfe aus der Wüste. Die alten Mönchsväter als Therapeuten, Freiburg i.Br. 1992.
- Michael Schneider: Aus den Quellen der Wüste, Köln 1989.
- Hans Conrad Zander: Als die Religion noch nicht langweilig war. Die Geschichte der Wüstenväter. Patmos, Köln 2001.
- Kellion – Schriftenreihe zu Leben und Erfahrung der Wüstenväter und Wüstenmütter: Bd. 1: Aufbruch durch Rückbesinnung auf die Quellen, ISBN 978-3-89680-743-4; Bd. 2: Feuer in der Wüste, ISBN 978-3-89680-747-2.

### Bildbände
- Alain und Evelyne Chevillat: Moines du désert d’Egypte, Lyon (Terre du Ciel) 1990
- Déserts Chrétiens d’Egypte. Les Kellia, Nizza (Collection le Portique) 1993
- Les Kellia. Ermitages coptes en Basse-Egypte, Genf (Musée d’art et d’histoire) 1990 [Ausstellungskatalog]